# Альґіз

Альґіз

Альґіз (нім. Elhaz, англ. Algiz) — п'ятнадцята руна германського Старшого (першого) Футарка. Передавала звук [z] (припускається також фонетичне значення [ks]). Традиційно називається альґізом, бо згідно класифікації Гвідо фон Ліста йде під назвою нім. Mann; Mond (людина, чоловік; Місяць, мати; порожній — мертвий).

## Значення
Значення руни невідоме. Однак існує припущення, що вона означає «лось», очерет (осока). Умовна назва заснована на прочитанні рунічного імені в англо-саксонській поемі. Вільгельм Грімм уперше запропонував прочитати її як eolh або eolug, тобто «лось».
Найдавніше значення цієї «примордиальної категорії» — руна «захисту», «лосина осока». Бо лось вважався могутнім оберегом. Руна, що, як вважалось, може створювати енергетичні канали навколо себе.
Пряме примордиальне значення: захист, щит. Захищена схованка, можливість захищати себе або інших. Відбиття зла, опікун, оберігання. Зв'язок з богами: (Аси і Вани), схід нового дня, вищі цілі. Правдивість власних інстинктів. Досягнення успіху або його закріплення, виграного чи набутого.
Протилежне до нього примордиальне значення: прихована загроза, використання вищими силами, втрата божественного зв'язку. Табу, заборона, попередження.
Часто використовувалася для нанесення на зброю та в геральдиці.